# Kabelo Dembe
Kabelo Dambe est un footballeur botswanais né le 10 mai 1990 à Francistown. Il joue au poste de gardien de but avec les Township Rollers.

## Palmarès
- Championnat du Botswana de football : 2010, 2011
- Coupe du Botswana de football : 2010